# Football Club Balagne
 (septembre 2024).
Si vous disposez d'ouvrages ou d'articles de référence ou si vous connaissez des sites web de qualité traitant du thème abordé ici, merci de compléter l'article en donnant les références utiles à sa vérifiabilité et en les liant à la section « Notes et références ».
Pour les articles homonymes, voir FCB.
Maillots
Actualités
Dernière mise à jour : 27 septembre 2024.
Le Football Club Balagne (FCB) est un club de football français basé à L'Île-Rousse en Corse. Il est issu du rapprochement en 2018 entre le FC Squadra Calvi et du « FB Île Rousse », qui succède au « FA Île Rousse-Monticello », lui-même issu de la fusion entre le « FA Île-Rousse (FAIR) » et l'« AS Monticello ». Le FAIR était à son tour le résultat de la fusion des deux clubs historiques et rivaux île-roussiens, le « Football Club Île-Rousse (F.C.I.R.) » et l'« Athletic Club Ile Roussien (A.S.I.R) ».
Le club joue ses matchs à domicile au stade Jacques-Ambrogi de Monticello. 

## Historique
Le club connaît ses plus belles heures dans les années 1990 : le club est champion de division 4 groupe H (actuelle CFA2) au terme de la saison 92-93, après avoir passé sept saisons de suite en division 4.
Après une première saison 93-94 en National 2B (actuel CFA) plutôt réussie (8e), le FAIR continue sa fulgurante progression et réussit en 94-95 à se classer 3e de N2B. Cette année-là, le club obtient la montée en Nationale 1 (actuel National, division 3 française), car les premiers et deuxièmes sont deux clubs réservistes (Cannes 2, et Monaco 2).
Le FAIR connaît alors deux saisons en National avec, entre-temps, une fusion avec l'AS Monticello. Après une 13e puis une 11e place, le FAIR redescend en CFA pour la saison 97-98, car l'apparition pour la saison suivante du National à une seule poule contraint les équipes à finir entre la 1re et la 9e place pour rester dans cette 3e division. Le FAIR loupe le coche pour un petit point.
Après cette période faste, le club connait des années sombres. Entre 1997 et 2005, le club ne parvient que très rarement à jouer le haut du tableau de CFA, finissant au mieux 6e lors de la saison 2001-2002.
Le FAIR chute sportivement, devant ses difficultés financières, et ses infrastructures au point de descendre en CFA2 au terme de la saison 2004-2005.
Le club tente de faire face aux difficultés, et malgré la rénovation de ses structures en 2006, le club descend logiquement en DH pour la saison 2008-2009. Les résultats sont effectivement catastrophiques lors de la saison 2007-2008, en témoigne le 8-1 encaissé sur le terrain d'Endoume, et le 7-0 à Chambéry, au point de finir dernier du classement à l'issue de la saison.
L'avenir devient de plus en plus incertain pour le FAIRM, car au-delà de la descente sportive de ces dernières années, la gestion financière est devenue catastrophique, ce qui amène le club à déposer son bilan en juin 2008. Le club tente alors de repartir sous un autre nom dans une division inférieure. C'est chose faite, avec le Football Balagne Ile Rousse (FBIR). Le nouveau club commence son championnat en septembre 2008 en PHA.
Malgré les difficultés sportives, le club a obtenu en 2007 le label "école de football" délivré par le ministère de la jeunesse et des sports. Ce label accrédite au club la compétence et le professionnalisme, Seul 10 clubs corses possèdent ce label.
Durant la saison 2013-2014, le FAIR entraînée par Christian Graziani a réussi l'exploit d'atteindre les huitièmes de finale de la coupe de France après avoir éliminé le GFCA, l'US Métare Saint Étienne, le FC Villefranche, Marseille la Cayolle et surtout les Girondins de Bordeaux, club de ligue 1 (0-0 victoire aux TAB). L'Ile Rousse bute sur l'EA Guinguamp en huitième de finale après une défaite 2-0.
La saison suivante, l'équipe rétrograde avec MR Graziani.
En 2018, le club de Calvi, le FC Squadra Calvi, se rapproche du FAIR : le club devient le Football Club Balagne.
Lors de la saison 2018-2019, l'équipe est entraînée par José Bianconi, le FC Balagne termine à une honorable deuxième place de R1 derrière l'USC Cortenais, mais à l'issue d'un contentieux administratif, il récupère 3 points et passe devant pour rejoindre le championnat de France de National 3.
Lors de la saison 2019-2020 de N3, l'équipe entraînée par José Bianconi est rétrogradée en R1 après une saison difficile malgré le renfort d'un adjoint David Careddu qui l'a rejoint en février 2020, l'équipe a connu une légère amélioration, mais cela n'a pas suffi pour éviter la rétrogradation. À noter que la saison n'est pas arrivée à son terme pour cause de pandémie. À l'issue de la saison, José Bianconi est évincé.
Lors de la saison 2020-2021, changement d'entraîneur principal avec le binôme David Careddu-Noël Tosi, ils rejoignent la finale régionale de coupe de France et occupent la deuxième place du championnat de R1, mais la saison est interrompue à ses débuts pour cause de pandémie.
Lors de la saison 2021-2022, David Careddu  France est reconduit comme entraîneur principal, le FC Balagne accède à nouveau à la finale régionale de coupe de France, éliminé par FC Bastia-Borgo club de national 1 aux pénaltys. Le club remporte le championnat de R1 en occupant la première place quasiment toute la saison et accède à l'étage supérieur en National 3 avec un titre supplémentaire de champion de Corse de R1 dans l'histoire du club qui le place dans les 8 clubs corses à évoluer à l'échelon national.
Pour la saison 2022-2023, le club va connaître également son premier sacre en Coupe de Corse au terme d’une finale jouée contre le club de l’AS Casinca à Borgo qui s’est clôturée sur le score de 3-2 en faveur des balanins, avec un doublé de Gannoun et un but de Darrieux.

### Dates clés
- 1976 : fondation du club sous le nom de FA Île-Rousse (FAIR), fusion du Football Club Île-Rousse (FCIR) et de l'ASIR, deux clubs rivaux.
- 1986 : Montée en Division 4 (CFA2) après avoir fini champion de DH
- 1993 : Montée en National 2 (CFA) après avoir fini champion de division 4 (Entraîneur Fanfan Félix)
- 1995 : Montée en National 1 après avoir fini 3e de National 2 groupe B (CFA actuel)
- 1996 : fusion avec l'AS Monticello (fondé en 1988) en FA IRM. Finit 13e de National groupe B
- 1997 : descente en CFA après avoir fini 11e de National groupe B
- 2005 : descente en CFA 2 après avoir fini 17e de CFA groupe C
- 2006 : rénovation du stade Jacques-Ambroggi (nouvelle pelouse synthétique, nouveaux vestiaires, nouveaux locaux, nouvelle tribune)
- 2007: -15 ans finalistes de la coupe de Corse (et 2e de leur championnat)
- 2008 : dépôt de bilan du FAIRM après avoir fini 16e et dernier de CFA2 groupe D, et changement du nom du club avec une nouvelle direction : le FBIR est né ; projet de couverture d'une partie des tribunes
- 2010 : montée du club en D.H (Division d'Honneur) de la Ligue corse de football
- 2013 : champion de D.H et montée en CFA 2
- 2014 : huitièmes de Finale de Coupe de France de football atteints après une victoire contre les Girondins de Bordeaux 0-0 (4-3 t.a.b)
- 2018 : le FBIR, relégué en R1, se rapproche du FC Squadra Calvi pour former le FC Balagne
- 2019 : le FCB est champion de Régional 1 et accède en National 3
- 2020 : relégué en Régional 1
- 2021 : finaliste régional coupe de France et leader du championnat R1 mais la saison est interrompue pour cause de covid
- 2022 : sacré champion de Corse de R1 et accède à la National 3
- 2023 : remporte la Coupe de Corse
- 2024 : sacré champion de National 3 et obtient son accession en National 2

## Identité du club

### Logos

Logo de 2018 à 2020.
Logo de 2020 à 2022.
Logo depuis 2022.

## Personnalités

### Entraîneurs
- 1987-1988 :  Jean-Claude Giuntini
- 1989-2008 :  François Félix
- 2009-2013 : N3  Christian Graziani
- 2014 : N3  Nicolas Gennarielli
- 2015-2016 :  Richard Morville
- 2017 :  Anthony Coque
- 2018 :  François Félix
- 2018-2020 :  José Bianconi - David Careddu (à partir de février 2020)
- 2020- : binôme Dominique Veleix / David Careddu
- 2020-2021 : binôme  David Careddu / Noël Tosi
- 2021-2022 :  David Careddu
- 2022-juillet 2022 :  France juin 2022 David Careddu (démissionne pour raisons familiales en juin 2022)
- juillet 2022-novembre 2022 :  Dragan Cvetkovic
- novembre 2022- :   Nicolas Huysman